# Ion Rîmaru
Ion Rîmaru (orthographe moderne Râmaru), né le 12 octobre 1946 à Caracal et décédé le 23 octobre 1971 à Bucarest, fut un criminel sériel roumain, surnommé le « Vampire de Bucarest » ou encore le « Tueur de blondes ». Entre 1970 et 1971, il sema la terreur dans la capitale roumaine, assassinant quatre femmes et en agressant plus d’une dizaine d’autres. Les forces de l’ordre, avant de l’appréhender, procédèrent à plus de 2 500 interpellations. Ses méfaits se caractérisaient par une extrême violence : ses victimes étaient frappées à la hache, mordues aux seins et aux cuisses, puis violées post mortem. 

## Biographie

### Début de la vie
Ion Rîmaru, premier-né d’une fratrie de trois garçons, vit le jour au sein d’un foyer marital établi à Caracal. Ses parents, en proie à de perpétuelles dissensions, finirent par se séparer. Son père, Florea Rîmaru, quitta le domicile conjugal pour s’établir à Bucarest, où il exerça la profession de conducteur de tramway nocturne. Des années après son trépas, il fut ultérieurement identifié comme un meurtrier en série.
Durant sa scolarité, Rîmaru obtint des résultats médiocres, ce qui le contraignit à redoubler sa neuvième année. Dès son adolescence, il fit montre d’une libido effrénée, suscitant un scandale public dans sa ville natale lorsque fut révélée sa relation charnelle avec la fille mineure de son professeur. À l’âge de dix-huit ans, il fut condamné pour vol qualifié. Toutefois, au cours de ses études secondaires, il conserva invariablement une note exemplaire en matière de conduite. 

### Université
Rîmaru intégra la Faculté de médecine vétérinaire en 1966, obtenant à son concours d’entrée la note de 5,33 sur 10. Il subit un échec en seconde année, l’obligeant à redoubler. Lors de son arrestation, il se trouvait en situation de répéter sa troisième année, après avoir une nouvelle fois échoué à la franchir.
Bien qu’il eût été admis à l’université, Rîmaru fut décrit par l’un de ses professeurs comme un individu réservé, quasi analphabète, doté d’un lexique des plus restreints et de préoccupations singulièrement étroites. Ses compagnons de logis relevèrent chez lui des comportements singuliers qui les incitèrent à l’éviter. Lors de ses accès de colère, il se livrait à des actes d’automutilation ; on constata sur ses membres plus d’une vingtaine d’entailles. Un condisciple rapporta qu’une nuit, dans le dortoir, Rîmaru, demeuré éveillé, rôda devant une chambre où il savait qu’une jeune fille rendait visite à un autre étudiant. En 1967, les médecins diagnostiquèrent chez lui un spasme œsophagien, un syndrome nerveux réactif ainsi que des troubles psychiques.

### Crimes
Fin 1970 et début 1971, Bucarest fut le théâtre d’une succession de crimes perpétrés par un individu demeuré anonyme, qui s’attaquait à des serveuses isolées regagnant leur domicile après leur service. L’agresseur usait d’armes hétéroclites — marteau, hachette, barre de fer ou couteau — et frappait systématiquement après minuit, profitant de conditions météorologiques singulières : tempêtes de neige, pluies diluviennes, vents impétueux, froids rigoureux ou brouillards épais. Une psychose collective s’empara progressivement de la population féminine, nombre d’entre elles renonçant à circuler seules après 21 heures, sinon en groupe ou accompagnées d’hommes. L’omerta des autorités policières, réticentes à divulguer des informations précises, alimenta des rumeurs outrancières, exacerbant la terreur. Les enquêteurs finirent par discerner la nature sérielle de ces meurtres. Une investigation d’une année, s’appuyant notamment sur les témoignages de victimes réchappées, permit l’interpellation de Ion Rîmaru le 27 mai 1971. 
L’indice ayant mené directement à l’interpellation de Rîmaru fut un document médical. Le 4 mars 1971, un collège de six praticiens établit qu’il était atteint d’une « épilepsie périodique suspecte ». Ce diagnostic, consigné sur un certificat, fut retrouvé sous la dépouille de Mihaela Ursu, qu’il assassina avec une extrême violence deux mois plus tard. Entre les doigts de la victime gisaient des touffes de cheveux, lesquelles permirent son identification. (Certaines conjectures avancent qu’il aurait sollicité ce bilan médical en vue d’invoquer l’aliénation mentale lors de son procès.) Le document, souillé de sang et d’humidité, ne laissait plus discerner que l’en-tête de l’hôpital universitaire de Bucarest.
À ce stade, le criminel cessa de se cantonner à des victimes spécifiques et adopta un comportement plus erratique, s’attaquant désormais à des femmes isolées ou même en groupe. Le 15 mai, des experts établirent que la missive incriminée avait été déposée dans le bureau d’Octavian Ieniște en mars 1971. Ce dernier avait reçu, ce mois-là, quatre-vingt-trois étudiants, parmi lesquels quinze — dont Rîmaru — n’avaient point remis leur diagnostic aux autorités académiques. La police surveillait étroitement chaque suspect, et trois agents se présentèrent à son logis estudiantin le 27 mai. Bien qu’absent lors de leur arrivée, il fit retour à treize heures, alors que les forces de l’ordre perquisitionnaient sa chambre. Dans son bagage se trouvaient une hache et un couteau. Les analyses capillaires et dentaires, corroborées par les dépositions des témoins, ne laissèrent subsister aucun doute raisonnable quant à sa culpabilité.
Les seize forfaits les plus graves imputés à Rîmaru et judiciairement établis se succèdent selon l’ordre chronologique suivant :
- 8/9 avril 1970 – Elena Oprea – meurtre prémédité (pas de viol car un voisin l'a fait fuir)
- 1er/2 juin 1970 – Florica Marcu – viol (assommée devant sa maison, transportée au cimetière de Sfânta Vineri, poussée violemment contre la clôture, violée, poignardée et sucée de son sang alors qu'elle rentrait chez elle avec lui, sauvée par un chauffeur de camion)
- 19/20 juillet 1970 – Magasin OCL Confecția – vol de biens publics
- 24 juillet 1970 – Margareta Hanganu – vol aggravé
- 22/23 novembre 1970 – Olga Bărăitaru – tentative de meurtre aggravée, viol et vol aggravé
- 15/16 février 1971 – Gheorghița Sfetcu – tentative de meurtre aggravée et vol aggravé
- 17/18 février 1971 – Elisabeta Florea – tentative de meurtre aggravée
- 4/5 mars 1971 – Fănica Ilie – meurtre prémédité aggravé, viol et vol aggravé
- 8/9 avril 1971 – Gheorghița Popa – meurtre aggravé, viol et vol aggravé (48 coups de couteau à la tête, à la poitrine, à l'aine et aux jambes, cinq coups à la tête, côtes écrasées par des coups de pied, organes génitaux arrachés)
- 1/2 mai 1971 – Stana Saracin – tentative de viol
- 4/5 mai 1971 – Mihaela Ursu – meurtre aggravé, viol (il a été interrompu dans l'acte et laissé insatisfait, ce qui l'a conduit à chercher une nouvelle victime)
- 4/5 mai 1971 – Maria Iordache – tentative de meurtre aggravée (agressée deux heures après Ursu ; s'est échappée lorsqu'il a laissé tomber la barre de métal avec laquelle il la battait alors qu'elle courait)
- 6/7 mai 1971 – Viorica Tatu – tentative de meurtre aggravée
- 6/7 mai 1971 – Elena Buluci – tentative de meurtre aggravée
- Mai 1971 – Iuliana Funzinschi – vol aggravé de biens publics et vol aggravé de biens privés.

Après l’assassinat de Popa, une serveuse, les autorités décrétèrent l’état d’alerte suprême et initièrent l’« Opération Vautour », ainsi nommée d’après la rue où le forfait avait été perpétré. Une déploiement policier d’envergure fut orchestré : chaque nuit, 6 000 hommes issus de diverses unités sillonnèrent les artères de Bucarest, appuyés par 100 véhicules et 40 motocyclettes. Le dispositif incorpora non seulement les forces de l’ordre, mais aussi le personnel médical, les convoyeurs des transports nocturnes, ainsi que les employés des hôtels et des débits de boissons. La Securitate, les sbires du ministère de l’Intérieur et les argousins de la police furent mis à contribution. Au cours de cette traque, 2 565 individus furent appréhendés et plus de 8 000 personnes sommées de s’identifier. Toutefois, Rîmaru, insaisissable, perpetra un nouveau meurtre et tenta d’en commettre d’autres avant que les forces de l’ordre ne parviennent à le capturer.
Les autorités judiciaires caractérisèrent le modus operandi de Rîmaru comme d’une férocité et d’une cruauté singulières, marqué par une propension à lacérer les vêtements, à déchirer les chairs à vif, à traîner ses victimes avant de les hachurer à coups d’armes blanches, tout en leur infligeant des sévices sexuels durant leur évanouissement. Son comportement fut décrit comme agressif, impulsif et empreint d’un sadisme manifeste. Plusieurs éléments attestent de conduites paraphiliques et déviantes : des signes évocateurs de vampirisme furent observés, notamment lorsqu’il perça de multiples orifices dans la chair de Florica Marcu, puis en suça le sang. Des actes de cannibalisme furent également constatés ; il mordait avec voracité les parties génitales, le pubis et les seins de ses victimes, et les lambeaux de chair arrachés ne purent être retrouvés sur les lieux des forfaits. En outre, Rîmaru exhibait des penchants nécrophiliques, persistant dans ses agressions sexuelles post mortem et soumettant les dépouilles à des mutilations supplémentaires, les transperçant et les frappant avec une violence inusitée.

### Enquête, procès et exécution
Après son interpellation, Rîmaru demeura mutique, le regard fixe et absent. Les enquêteurs se retirèrent dans un cabinet afin de concerter une stratégie. Ils optèrent pour une ruse consistant à introduire dans son cachot un agent de police se présentant comme un larron, dans le dessein de lui soutirer des aveux.
Après deux mois d’investigations criminelles et d’interrogatoires approfondis, Rîmaru reconnut vingt-trois forfaits d’une particulière gravité. Initialement appréhendé pour trois homicides, il admit, de son propre chef ou par l’entremise de son père, une série d’autres méfaits : un meurtre supplémentaire, six tentatives d’assassinat, cinq viols, une tentative de viol ainsi que sept larcins de sévérité diverse. Au cours des auditions, son attitude se révéla ambivalente : tantôt il plaidait l’irresponsabilité, invoquant un dérangement mental et affirmant ignorer l’issue mortelle de ses agressions envers ses victimes féminines ; tantôt, il revendiquait sa culpabilité avec insistance, exigeant même d’être conduit sur les scènes de ses crimes. Lors des confrontations policières, les personnes amenées pour l’identifier manifestaient une palpable terreur à son égard, bien que tout péril fût écarté. Son nom, évoquant en roumain le ver de terre (rîmă ou râmă), suscitait dans la population une crainte diffuse.
Les autorités judiciaires estimaient que les propos équivoques tenus par le père d’Ion, lequel avait connaissance des forfaits de son fils, auraient incité ce dernier à perpétrer ses violences. Au cours de l’instruction, le géniteur fut appréhendé à trois reprises, puis libéré, en vertu de l’immunité familiale empêchant de contraindre les proches à témoigner contre un membre de leur lignée. Après le dernier méfait d’Ion – un braquage contre une employée de commerce –, sa mère lui rendit visite et découvrit les sommes dérobées dissimulées sous son chevet. Son père l’obligea alors à retourner sur les lieux du forfait et lui fit contempler les conséquences de son acte. Il s’empara ensuite du butin et le transporta dans sa demeure de Caracal, dans l’intention de l’employer à l’acquisition d’une nouvelle habitation. Lors d’une période de mutisme d’Ion, le père fut conduit au commissariat ; le fils ne lui adressa qu’un regard ténébreux, ce qui suscita cette réplique paternelle : « Comment puis-je savoir ce que tu as commis ? De quelle manière ? ». Toutefois, des motifs plausibles laissaient supposer sa culpabilité, notamment le lavage des vêtements maculés de sang après chaque agression. À la suite du hold-up perpétré par Ion, Florea lui confisqua la hache et le couteau, armes avec lesquelles il fut surpris à son retour clandestin lors de son interpellation.
Rîmaru, dont le procès éveilla une vive curiosité publique, crut avoir persuadé les investigateurs de son argumentation fondée sur une prétendue aliénation mentale. Il manifesta une stupeur manifeste à la lecture de l’expertise concluant que ses facultés judiciaires n’étaient nullement obérées par quelque affection psychique, et qu’il ne présentait ni hallucinations, ni délires, ni troubles analogues. Sur-le-champ, il modifia sa ligne de défense, répudiant dans leur intégralité ses précédents aveux ; dès lors, il se refusa même à répondre aux interrogations de son propre conseil juridique.
À l’issue du procès, Rîmaru se vit infliger la peine capitale par le magistrat Theodor Câmpeanu. L’annonce de ce verdict suscita une acclamation unanime dans le prétoire. Bien que le condamné interjeta appel, la haute juridiction maintint irrévocablement la sentence. 
Le 23 octobre 1971, Rîmaru fut transféré à la prison de Jilava dans un véhicule cellulaire. Dès son extraction du fourgon, il dut être contraint physiquement jusqu’au lieu de son exécution. Manifestant une agitation extrême jusqu’à ses derniers instants, il tenta avec véhémence de se soustraire à son sort. Les trois policiers désignés pour procéder à son exécution l’attachèrent à un poteau dressé dans la cour de la prison. Conformément aux prescriptions légales, ils l’interrogèrent sur ses ultimes volontés, ce à quoi il répondit par la négative. Les témoins notèrent une exacerbation de son agitation : il chercha à déchirer ses vêtements à coups de dents et se tordit contre le poteau. Il s’écria : « Appelez mon père, qu'il voie ce qui m'arrive ! Faites-le venir ! C'est le seul coupable !», puis « Je veux vivre ! ». En raison de ses mouvements désordonnés, les tireurs éprouvèrent des difficultés à ajuster leur tir, et la plupart des projectiles atteignirent finalement sa région dorsale, celui-ci s’étant retourné. Son corps fut inhumé au cimetière de la localité, dans une sépulture demeurée anonyme. 

## Motifs possibles
Un psychologue, Tudorel Butoi, a examiné a posteriori les archives des interrogatoires de Rîmaru, plusieurs années après son exécution. Selon ses analyses, les crimes perpétrés par ce dernier auraient constitué une forme de compensation à un complexe d’infériorité latent, remontant à sa jeunesse. Issu d’un milieu modeste, inadapté au lien social, Rîmaru avait entretenu des relations tumultueuses et dysfonctionnelles avec les femmes.
À cette époque, Rîmaru était désigné sous l’appellation d’« homme-loup ». Butoi avance l’hypothèse qu’il était atteint d’une forme de lycanthropie clinique, s’appuyant sur plusieurs indices : ses pérégrinations nocturnes solitaires, l’énergie bestiale et instinctive qu’il tirait des intempéries ou des conditions atmosphériques insolites, ainsi que la perception qu’il avait de ses victimes, qu’il traitait en gibier. Rîmaru étudiait méticuleusement les déplacements de ses proies, les épiait jusqu’à leur domicile pendant plusieurs nuits consécutives, puis passait à l’attaque au moment où elles parvenaient presque à leur seuil. Butoi écarte les déclarations de Rîmaru, qui prétendait avoir tenté d’engager une conversation anodine avec une femme une certaine soirée, y voyant plutôt des « dissimulations fallacieuses, prétextes pervers ».

### Une affaire de famille
Florea Rîmaru, père du tueur en série Rîmaru, fut lui-même l’auteur d’une série d’homicides. Durant l’été 1944, alors que Bucarest était en proie aux tumultes de la guerre, quatre meurtres successifs ébranlèrent la capitale roumaine. Les victimes, toutes de sexe féminin, résidaient dans des logements en sous-sol. Le meurtrier profitait des nuits orageuses pour s’introduire chez elles et les frapper à la tête à l’aide d’un objet contondant. Sur les lieux des crimes, les enquêteurs relevèrent systématiquement des empreintes digitales ainsi que des traces de pas laissées par des bottes militaires de pointure 42 ou 43. Florea Rîmaru décéda le 23 octobre 1972, à l’âge de 53 ans, des suites d’une chute depuis un train. Si les autorités évoquèrent un accident, certains auteurs avancent l’hypothèse d’une élimination orchestrée par la Securitate, bien que les motivations d’un tel acte demeurent énigmatiques. Son corps, transféré à l’Institut médico-légal, révéla une stature de 174 cm. L’examen de ses empreintes digitales et de sa pointure (42) suscita un intérêt particulier, celles-ci correspondant aux indices recueillis en 1944. Par ailleurs, les deux premières victimes portaient des patronymes similaires : Florea tua d’abord Elena Udrea, puis Ion, son fils, suivie d’Elena Oprea. Le psychologue Butoi formula l’idée d’une transmission héréditaire d’une propension aux crimes violents, observant que les homicides perpétrés par le père et le fils présentaient des circonstances singulièrement analogues. 

## Remarques
1. ↑  « Adevărata poveste a lui Ion Râmaru, "criminalul blondelor" », www.avantaje.ro, 3 septembre 2019
2. ↑  « Secretele faimosului criminal Râmaru, "vampirul din București": sugea sângele victimelor și le sfâșia organele genitale cu dinții », 4 décembre 2015 (consulté le 4 décembre 2015)
3. ↑  « Elena Udrea, prima victimă a lui Râmaru » [archive du 20 février 2011]
4. ↑  (ro) Pârvu, « Râmaru, primul criminal în serie al României moderne », 8 mars 2012 (consulté le 16 août 2022)
5. ↑  (ro) « Cum erau executați condamnații », HotNews, 16 août 2004